# Sarda sarda
Sarda sarda (Bloch, 1793) é uma espécie de peixes da família dos Scombridae. A espécie é comum nas águas superficiais do oceano Atlântico, onde assume grande importância na pesca comercial e desportiva. 

## Nomes comuns
Dá pelos seguintes  nomes comuns: sarrajão (não confundir com o Diplodus cervinus, que consigo partilha este nome), bonito-do-atlântico, bonito(não confundir com a espécie Euthynnus pelamis, que consigo partilha este nome), sarda, serra (também grafado cerda, na ilha da Madeira), gaiado(não confundir com a espécie Euthynnus pelamis, que consigo partilha este nome) e, no arquipélago de Cabo Verde, também pode ser conhecido como bonito-de-lombo-listado.        

## Descrição
Esta espécie pertence ao grupo de peixes possuidores de barbatanas dorsais quase fundidas entre si ou separadas por estreitos espaços intersticiais. O corpo é totalmente recoberto por escamas, com as escamas da área peitoral e lateral maiores do que no resto do corpo. Os peixes do género Sarda diferem dos atuns pela morfologia corporal mais afiladas, por serem desdentados e por apresentarem coloração corporal distinta. Dispõe de um dorso e parte superior do flanco de coloração azul-metálica, exornados com 5 a 11 riscas escuras, posicionadas na oblíqua, na parte superior do corpo. Nos espécimes juvenis estas riscas são mais verticais.
No que toca à parte inferior do flanco e ao ventre, exibem uma coloração prateada.
A sarda do Atlântico partilha boa parte da águas onde tem distribuição natural com a espécie próxima Sarda orientalis, com a a qual apresenta hábitos similares, mas sendo esta última espécie algo mais pequena e com distribuição mais setentrional. A espécie do Atlântico distingue-se das espécies próximas por apresentar uma faixa negra oblíqua no dorso e porque os seus maxilares só cobrem cerca de metade da largura da cabeça.
Os espécimes adultos atingem em média cerca de 50 cm de comprimento, sendo que o maior comprimento alguma vez registado ascendeu aos 91,4 centímetros. Quanto aos pesos, costumam rondar os 4,5 a 5,5 kg, sendo que o maior peso já registado se cifrou nos 11kg. São poderosos nadadores capazes de percorrer rapidamente grandes distâncias. Quando em movimentação rápida costuma saltar acima da superfície das águas.
A espécie apresenta uma temporada de desova centrada no mês de Junho, sendo frequente encontrarem-se em setembro exemplares juvenis de 13 a 15 cm de comprimento ao largo da costa atlântica da América do Norte.
A espécie é um predador de topo que se alimenta pela captura de diversos membros das famílias Scombridae, Atherinidae e Clupeidae e ainda de Alosa pseudoharengus e muitas outras espécies de peixes e cefalópodes.
A espécie é objecto de uma importante pescaria comercial, sendo capturada em conjunto com os atuns, mediante a técnica de pesca de corrica. Por ser muito oleoso não é considerada uma boa espécie para consumo em fresco, mas é muito procurado pela indústria conserveira.